# Westfield (Iowa)
Westfield és una població dels Estats Units a l'estat d'Iowa. Segons el cens del 2000 tenia 189 habitants.

## Demografia
Segons el cens del 2000, Westfield tenia 189 habitants, 74 habitatges, i 54 famílies. La densitat de població era de 561,3 habitants/km².
Dels 74 habitatges en un 33,8% hi vivien nens de menys de 18 anys, en un 54,1% hi vivien parelles casades, en un 14,9% dones solteres, i en un 25,7% no eren unitats familiars. En el 24,3% dels habitatges hi vivien persones soles el 9,5% de les quals corresponia a persones de 65 anys o més que vivien soles. El nombre mitjà de persones vivint en cada habitatge era de 2,55 i el nombre mitjà de persones que vivien en cada família era de 2,93.
Per edats la població es repartia de la següent manera: un 24,3% tenia menys de 18 anys, un 7,9% entre 18 i 24, un 28,6% entre 25 i 44, un 24,3% de 45 a 60 i un 14,8% 65 anys o més.
L'edat mediana era de 37 anys. Per cada 100 dones de 18 o més anys hi havia 104,3 homes.
La renda mediana per habitatge era de 28.929 $ i la renda mediana per família de 35.833 $. Els homes tenien una renda mediana de 29.000 $ mentre que les dones 17.500 $. La renda per capita de la població era de 15.211 $. Entorn del 3,8% de les famílies i el 3,6% de la població estaven per davall del llindar de pobresa.

## Poblacions més properes
El següent diagrama mostra les poblacions més properes.